# Lancôme (przedsiębiorstwo)
Lancôme – międzynarodowe przedsiębiorstwo przemysłu kosmetycznego, wchodzące w skład grupy L’Oréal.
Przedsiębiorstwo powstało w 1935 roku, kiedy jej założyciel Armand Petitjean zwiedzał zamek Lancôme. Tamże rosło wiele krzewów róż, stąd powstał symbol firmy.
Pierwsze 5 perfum przedsiębiorstwa Lancôme zostało wypuszczone na rynek w 1935 roku podczas Wystawy Światowej w Brukseli. Były to: Tendre Nuit, Bocages, Conquete, Kypre oraz Tropiques.
Na rynek amerykański przedsiębiorstwo Lancôme weszło w latach 50. Lancôme stało się wiodącą marką w branży luksusowych perfum i kosmetyków. Przez lata reprezentowane były przez aktorki, światowe supermodelki, charakteryzatorów i perfumiarzy
Od roku 1982 przez 14 lat Isabella Rossellini była wybrana przez Lancôme na wyłączną modelkę reklamującą produkty przedsiębiorstwa. Także z belgijską aktorką Marie Gillain Lancôme podpisało wieloletni kontrakt.
Sławne perfumy wyprodukowane przez przedsiębiorstwo Lancôme:
- Ô (Robert Gonnon, 1969)
- Magie Noire (PFW, 1978)
- Trésor (Sophia Grosjman, 1990) – zapach reklamowany przez Isabellę Rosselini, Kate Winslet oraz Penelope Cruz
- Poeme (Jacques Cavallier, 1995) – zapach reklamowany przez Juliette Binoche
- Miracle (Harry Fremont, Alberto Morillas, 2000) – zapach reklamowany przez Umę Thurman
- Attraction (Daniela Andrier, 2003)
- Hypnose (Annick Menardo, Thierry Wasser, 2005) – zapach reklamowany przez Darię Werbowy
- Magnifique (Olivier Cresp, Jacques Cavallier, 2009) – zapach reklamowany przez Anne Hathaway
- La Vie Est Belle (Olivier Polge, Dominique Ropion, Anne Flipo, 2012) – zapach reklamowany przez Julię Roberts